# Bulgarischer Fußballpokal 2015/16
Der Bulgarischer Fußballpokal 2015/16 war die 76. Austragung des Pokalwettbewerbs im Fußball in Bulgarien. Pokalsieger wurde ZSKA Sofia. Das Team setzte sich im Finale gegen PFK Montana durch.

## Modus
Bis zum Viertelfinale und im Finale wurden die Begegnungen in einem Spiel entschieden. Bei unentschiedenem Ausgang gab es eine Verlängerung von zweimal 15 Minuten und gegebenenfalls ein Elfmeterschießen.
Im Halbfinale wurde der Sieger in Hin- und Rückspiel ermittelt. Bei Torgleichheit entschied zunächst die Anzahl der auswärts erzielten Tore, danach eine Verlängerung und falls erforderlich ein Elfmeterschießen.

## Teilnehmer
| A Grupa (10) | B Grupa (14) | Regionalcup (8) |
| --- | --- | --- |
| - Beroe Stara Sagora - Botew Plowdiw - Lewski Sofia - Litex Lowetsch - Lokomotive Plowdiw - Ludogorez Rasgrad - PFK Montana - Pirin Blagoewgrad - Slawia Sofia - Tscherno More Warna | - FC Bansko - Botew Galabowo - Neftochimik Burgas - PFC Dobrudscha Dobritsch - FC Dunaw Russe - Lok Gorna Orjachowiza - Lokomotive 2012 Mesdra - Oborischte Panagjurischte - FC Pirin Raslog - OFK Pomorie - Septemwri Simitli - FC Sosopol - FK Spartak Plewen - Wereja Stara Sagora | Nordwest Gruppe: - SFK Etar Weliko Tarnowo (III) - Lokomotive 1929 Mesdra (IV) Nordost Gruppe: - Tschernomorez Baltschik (III) - Swetkawiza Targowischte (III) Südwest Gruppe: - FC Pirin Goze Deltschew (III) - ZSKA Sofia (III) Südost Gruppe: - PFK Nessebar (III) - Wichar Stroewo (IV) |

## 1. Runde
| Datum      |                                | Ergebnis              |                               |
| ---------- | ------------------------------ | --------------------- | ----------------------------- |
| 22.09.2015 | Tschernomorez Baltschik (III)  | 0:3                   | Lok Gorna Orjachowiza (II)    |
| 22.09.2015 | FC Dunaw Russe (II)            | 4:0                   | Botew Galabowo (II)           |
| 22.09.2015 | Lokomotive 2012 Mesdra (II)    | 0:3                   | Litex Lowetsch (I)            |
| 23.09.2015 | Lokomotive 1929 Mesdra (IV)    | 0:5                   | Ludogorez Rasgrad (I)         |
| 23.09.2015 | Oborischte Panagjurischte (II) | 0:2                   | Lokomotive Plowdiw (I)        |
| 23.09.2015 | FC Pirin Raslog (II)           | 1:7                   | Tscherno More Warna (I)       |
| 23.09.2015 | Wichar Stroewo (IV)            | 0:0 n. V. (5:3 i. E.) | PFC Dobrudscha Dobritsch (II) |
| 23.09.2015 | Swetkawiza Targowischte (III)  | 0:4                   | Beroe Stara Sagora (I)        |
| 23.09.2015 | FK Spartak Plewen (II)         | 2:1                   | Slawia Sofia (I)              |
| 23.09.2015 | Septemwri Simitli (II)         | 0:4                   | Botew Plowdiw (I)             |
| 23.09.2015 | SFK Etar Weliko Tarnowo (III)  | 1:1 n. V. (4:5 i. E.) | FC Sosopol (II)               |
| 23.09.2015 | FC Pirin Goze Deltschew (III)  | 1:3                   | PFK Montana (I)               |
| 23.09.2015 | PFK Nessebar (III)             | 1:0                   | Pirin Blagoewgrad (I)         |
| 23.09.2015 | Wereja Stara Sagora (II)       | 1:3 n. V.             | FC Bansko (II)                |
| 23.09.2015 | ZSKA Sofia (III)               | 3:1                   | Neftochimik Burgas (I)        |
| 24.09.2015 | OFK Pomorie (II)               | 0:0 n. V. (2:4 i. E.) | Lewski Sofia (I)              |

## Achtelfinale
| Datum      |                            | Ergebnis              |                         |
| ---------- | -------------------------- | --------------------- | ----------------------- |
| 27.10.2015 | Wichar Stroewo (IV)        | 0:5                   | Tscherno More Warna (I) |
| 27.10.2015 | FK Spartak Plewen (II)     | 0:2                   | ZSKA Sofia (III)        |
| 27.10.2015 | FC Sosopol (II)            | 1:0                   | Botew Plowdiw (I)       |
| 27.10.2015 | Litex Lowetsch (I)         | 4:2                   | FC Dunaw Russe (II)     |
| 28.10.2015 | PFK Nessebar (III)         | 1:3                   | Lewski Sofia (I)        |
| 28.10.2015 | Lokomotive Plowdiw (I)     | 1:1 n. V. (2:4 i. E.) | PFK Montana (I)         |
| 29.10.2015 | Lok Gorna Orjachowiza (II) | 1:0                   | Ludogorez Rasgrad (I)   |
| 29.10.2015 | Beroe Stara Sagora (I)     | 3:1                   | FC Bansko (II)          |

## Viertelfinale
| Datum      |                            | Ergebnis              |                         |
| ---------- | -------------------------- | --------------------- | ----------------------- |
| 08.12.2015 | Litex Lowetsch (I)         | 3:0 n. V.             | Lewski Sofia (I)        |
| 09.12.2015 | Lok Gorna Orjachowiza (II) | 1:1 n. V. (3:4 i. E.) | PFK Montana (I)         |
| 09.12.2015 | Beroe Stara Sagora (I)     | 0:0 n. V. (5:3 i. E.) | Tscherno More Warna (I) |
| 10.12.2015 | ZSKA Sofia (III)           | 3:0                   | FC Sosopol (II)         |

## Halbfinale
| Datum             |                        | Gesamt |                      | Hinspiel | Rückspiel |
| ----------------- | ---------------------- | ------ | -------------------- | -------- | --------- |
| 06.04./20.04.2016 | Beroe Stara Sagora (I) | 0:4    | ZSKA Sofia (I)       | 0:2      | 0:2       |
| 06.04./21.04.2016 | PFK Montana (I)        | 2:1    | Litex Lowetsch (III) | 2:0      | 0:1       |

## Finale
| Paarung        | PFK Montana – ZSKA Sofia |
| Ergebnis       | 0:1 (0:1) |
| Datum          | 24. Mai 2016 |
| Stadion        | Wassil-Lewski-Stadion, Sofia |
| Zuschauer      | 33.345 |
| Schiedsrichter | Stanislaw Todorow |
| Tore           | 0:1 Stanislaw Malamow (12.) |
| PFK Montana    | Iwajlo Wassilew – Jordan Todorow, Asen Georgiew, Georgi Angelow, Christofor Chubtschew – Stanislaw Gentschew (83. Petar Atanasow), Olivier Bonnes, Wladimir Mitschew (38. Iwan Mintschew) – Sergej Georgiew, Iwan Kokonow (62. Atanas Iliew), Iwan Stojanow Cheftrainer: Emil Welew                           |
| ZSKA Sofia     | Anatoli Gospodinow – Kiril Dintschew, Boschidar Tschorbadschijski, Angel Grantschow, Milen Kikarin – Boris Galtschew , Jordan Jordanow, Samir Ayass (78. Petar Witanow) – Stanislaw Malamow, Preslaw Jordanow (88. Kostadin Chasurow), Momtschil Zwetanow (90.+2' Nikolaj Zwetkow) Cheftrainer: Christo Janew |
| Gelbe Karten   | Iwan Mintschew, Sergej Georgiew – Boris Galtschew, Milen Kikarin, Anatoli Gospodinow |